# 매디슨 대 앨라배마 소송
‘매디슨 대 앨라배마’ 소송에서, 대법원은 다음과 같이 판결했는데 그것은 수정헌법 8조는 한 명의 수감자를 비록 그들이 그들의 죄를 범하는 것을 기억할 수 없어도 사형시키는 것을 허용할 수 있지만 정신병적 망상보다는 치매나 또다른 장애를 가지는 수감자를 사형시키는 것을 그것은 금지할 수 있다는 것이다.